# Mikołaj Suled
Mikołaj Suled – polski kopista, burmistrz Warki, żyjący w XV wieku.
Był kopistą tzw. Kodeksu Świętosławowego (Kodeksu Suleda), który zawierał teksty statutów przełożonych z łaciny na język polski przez Świętosława z Wojcieszyna (1449, Statuty Kazimierza Wielkiego i Władysława Jagiełły) oraz Macieja z Różana (1450, statuty książąt mazowieckich).